# Meilhards
 Meilhards  (en occitano Melhars) es una comuna   y población de Francia, en la región de Lemosín, departamento de Corrèze, en el distrito de Tulle y cantón de Uzerche.
Su población en el censo de 2008 era de 525 habitantes.
Está integrada en la Communauté de communes du Pays d'Uzerche.

## Demografía
| 794 | 897 | 789 | 700 | 622 | 519 | 525 |
| Para los censos de 1962 a 1999 la población legal corresponde a la población sin duplicidades (Fuente: INSEE [Consultar]) |     |     |     |     |     |     |